# Ángel Hoces Salas
Angel Hoces Salas fue un ingeniero y político de origen chileno que estuvo exiliado y residió en México tras el golpe de Estado en Chile en 1973. Se especializó en estudios estadísticos sobre los grupos vulnerables.
Nació el 11 de enero de 1942 en la comuna Providencia, en Chile y recibió su educación primaria en el Liceo de San Agustín. Posteriormente, realizó sus estudios avanzados en el Instituto Nacional y los profesionales en la Universidad Técnica del Estado con la especialidad de Seguridad Industrial. Obtuvo un Máster por la Universidad de París IV.

## Carrera profesional
En Chile desempeño el puesto de Jefe del Departamento de Desahucios en la Caja de Previsión de los Carabineros de Chile, ingeniero calificador de los Créditos del BID en el Servicio de Cooperación Técnica, Jefe de Seguridad Industrial y Director de Operaciones de la Editora Quimantú. Al finalizar el gobierno de Salvador Allende, fue director general de la Caja Nacional de Empleados Particulares del instituto de seguro social del gobierno de Chile. 
En México fue director del Centro de Capacitación Técnica Morelos del IMSS, jefe de la Oficina de Planeación y Director de Estudios Estadísticos. Empleó allí la infraestructura informática para procesar datos provenientes de investigaciones de campo sobre temas concernientes a la accidentabilidad y la morbilidad (antes solo se había empleado para fines contables y administrativos).
En 1989 recibió un premio de UNICEF por su estudio sobre Indicadores de Mortalidad Infantil termómetro de la Pobreza. 
En ese año también, aceptó el cargo Director de Planeación de Protección Social de la TS Silvia Aun desde el cual, con el apoyo de UNICEF y el Oficial de Programas Jorge Mejía Machuca, realiza el  Primer Estudio de los Niños Callejeros de la Ciudad de México. La tecnología de campo resultante de este estudio fue replicada posteriormente en estudios realizados en Bombay, Calcuta, Manila, El Cairo y Bagkok y permitieron "desmitificar cifras que hacían inoperable la asistencia a los niños en situación de calle en el Distrito Federal".
En 1990 recibió la Medalla de Oro Anual, como ciudadano ejemplar por sus aportes a la atención de grupos vulnerables, del Consejo Consultivo de la Ciudad de México y el Departamento del Distrito Federal.
En años posteriores, impulsó desde la Dirección General de Protección Social la creación del Albergue de Invierno de la Plaza del Estudiante, el Centro de Apoyo al Menor Trabajador, el Centro de Apoyo Jurídico a Niños en Situación de Calle, el Centro de Acogida para Niños Azcapotzalco; y el Centro de Atención a Niños en la Calle, Pugibet entre otros.
Tras su estudio Violencia Intrafamiliar en la Ciudad de México, impulsa la creación del primer Centro de Acogida para Mujeres Maltratadas, que el mismo dirigió.
En 1999 fue director del DIF del Distrito Federal, desde donde realizó las primeras investigaciones sobre maltrato infantil y explotación familiar a menores. 

### Carrera política y otras facetas
Desde sus inicios militó en el Partido Socialista de Chile. Vinculado al gobierno del Presidente de Chile Salvador Allende, desempeñó en su partido los cargos de Secretario General de la Juventud y Secretario de Relaciones Internacionales.
Fue también Miembro del Cuerpo de Bomberos de Chile, donde llegó a desempeñar el puesto de Jefe del Departamento de Prevención e Investigación de Incendios.
Fue miembro activo del Club Deportivo de la Universidad de Chile, y entre sus aficiones se encontraron el acordeón, el órgano, la pesca deportiva y el tiro al blanco con pistola, en la cual fue campeón nacional en 1964.

## Obra

### Estudios
- Estadísticas de Accidentes Laborales
- Prevención de Accidentes en la Construcción
- Primer Estudio Estadístico sobre Accidentes del Hogar
- Accidentabilidad del Tránsito en el Distrito Federal
- Enfermedades infecto-contagiosas en el medio rural
- Relación pobreza-enfermedad en el medio rural;
- Subregistros de natalidad y mortalidad infantil.
- Indicadores de Mortalidad Infantil termómetro de la Pobreza. Premiado por UNICEF en 1989.
- Primer Estudio de los Niños Callejeros de la Ciudad de México
- Primer Estudio Censal sobre la Indigencia en la Ciudad de México'
- Violencia Intrafamiliar en la Ciudad de México
- Perfil Social de los Internos del Sistema Penitenciario. Premiado en el Certamen Estudios para la Libertad.